# Desulfurellaceae
Desulfurellaceae es una pequeña familia de Epsilonproteobacteria incluida en su propio orden, Desulfurellales.